# Перепілка червоногорла
Перепілка червоногорла (Perdicula manipurensis) — вид куроподібних птахів родини фазанових (Phasianidae). Поширений у Південній Азії.

## Поширення
Ендемік Індії, що перебуває на межі зникнення. Історично відомий у північній Західній Бенгалії, Ассамі та Маніпурі на північному сході Індії. Були непідтверджені записи в Нагаленді та Мегхалаї в Індії та районах Читтагонг і Силхет на сході Бангладеш. Птах не спостерігався з 1932 року. Непідтверджене спостереження було зроблено в заповіднику дикої природи Дібру-Сайхова в березні 1998 року, а у червні 2006 року орнітолог Анваруддін Чоудхурі помітив птаха в Національному парку Манас в Ассамі.

## Екологія
Біологія виду вивчена погано. Ймовірний, він мешкає на вологих луках, особливо з високою травою, а іноді на трясовинах і болотах, і зустрічається в рослинності заввишки до 3 м (але потенційно до 5 м заввишки). Трапляється від рівня морі до приблизно 1000 м. Історичні записи свідчать про те, що його зазвичай зустрічали невеликими групами по 4—12 особин, він був сором'язливим, неохоче літав і його було надзвичайно важко спостерігати, хоча зрідка можна було помітити стайки, які годувалися відкрито на нещодавно вигорілій землі. Невелика кількість доступних даних вказує на те, що він розмножується між січнем і травнем.